# Joseph Potužník
Joseph Potužník (soms: Josef Potužník of Potuźník, maar ook Potuznik) (Praag, 24 februari 1882 – Liberec, 19 februari 1947) was een Tsjechisch componist, dirigent, cornettist en trompettist.

## Levensloop
Potužník kreeg als klein jongetje als piano- en vioollessen. In eerste instantie nam hij privé-lessen, daarna kreeg hij opleiding voor piano en cornet aan het Prokschově Music Institute te Praag. Hij studeerde van 1897 tot 1902 in het hoofdvak trompet bij Filip Bláha aan het Státní konservatori hudby v Praze te Praag. Verdere docenten aldaar waren Josef Bohuslav Foerster, Karel Knittla en Karel Stecker. 
Hij werd als cornettist tot 1906 lid van de muziekkapel van het Infanterie-Regiment nr. 1 te Opava. Na zijn militaire dienst was hij in 1906 en het begin van 1907 als privé-muziekleraar bezig. In 1907 werd hij militaire kapelmeester bij de Muziekkapel van het Infanterie-Regiment nr. 85 in Levoča, toen nog Leutschau. Met deze dienst verbleef hij tijdens de Eerste Wereldoorlog aan de Russische front en raakte voor korte tijd in Russische krijgsgevangenschap. Na de oprichting van de Tsjechische Republiek leidde hij de muziekkapel van de garnizoen České Budějovice (een overblijfsel van de muziekkapel van het Infanterie-Regiment nr. 91). In 1920 verhuisde het militair orkest naar Olomouc en werd daar "Muziekkapel van het 27e Infanterie Regiment". Aan het eind van dat jaar werd hij overgeplaatst naar de Muziekkapel van het Tsjechisch Infanterie-Regiment nr. 44 in Liberec. In deze functie verbleef hij tot 1935. Voor deze muziekkapel schreef hij onder andere als componist de 44er Regimentsmarsch. Kort voordat hij met pensioen ging werd hij nog dirigent van de Muziekkapel van het 36e Regiment in Oezjhorod. 
Een bepaalde tijd was hij ook dirigent van de muziekkapel Vojenská hudba Olomouc, de muziekkapel van de garnizoen Olomouc.
Te laatst leefde hij opnieuw in Liberec.

## Composities

### Werken voor harmonieorkest
- 1907 Oberst Materinga Marsch
- 1908 Jubileum-Fest Marsch
- 1915 Manilowa Marsch
- 1926 Dětský pochod
- 1927 Vy hodiny loretánské (Staropražský pochod) (Oud-Praagse mars)
- 44. pěšího pluku (44er Regimentsmarsch)
- Česká směs (Tsjechisch selectie)
- Fanfárový (Feestfanfaren)
- Fantasie ze Smetanových oper (Fantasie uit opera's van Bedřich Smetana), fantasie
- Heda, wals
- Historické vzpomínky (Historische herinneringen), selectie
- Hubertus
- Jarní valčík (Lente wals)
- Koncertní valčík pro saxofon (Concertwals voor saxofoon), voor saxofoon solo en harmonieorkest
- Mládenecký (Jongen)
- Ostří hoši, mars
- Pirníkův pochod
- Plukovník Kotík
- Pochod mládenců
- Pochod sokolské jízdy
- Pochod ze sokolských písní
- Podkarpatské Rusi
- Pojizerský
- Rázně vpřed
- Slavnostní, mars (opgedragen aan: Tomáš Garrique Masaryk)
- Soldatenlaunen Marsch
- Tanec loutek (Dansende poppetjes), wals
- Tempo
- Tluče Bubeníček, op. 27
- Upomínka na Smetanův cyklus Má vlasti (Herinneringen aan de cyclus van symfonische gedichten Má vlast van Bedřich Smetana)
- Velitel (commandant)
- Verchovyna (geschreven in Oezjhorod)
- Veselý život vojenský
- Vstupní
- Výstavní (Tentoonstelling)
- Ze staré Prahy (Het oude Praag)
- Zahrajte tu mou, selectie